# Podgórki (rejon miorski)
Podgórki – dawna kolonia. Tereny na których leżała znajdują się obecnie na Białorusi, w obwodzie witebskim, w rejonie miorskim, w sielsowiecie Przebrodzie.

## Historia
W czasach zaborów w gminie Druja, w powiecie dzisieńskim, w guberni wileńskiej Imperium Rosyjskiego
W latach 1921–1945 zaścianek a następnie kolonia leżała w Polsce, w województwie wileńskim, w powiecie dziśnieńskim, od 1926 w powiecie brasławskim, w gminie Druja.
Według Powszechnego Spisu Ludności z 1921 roku zamieszkiwało tu 8 osób, wszystkie były wyznania rzymskokatolickiego i zadeklarowały polską przynależność narodową. Był tu 1 budynek mieszkalny. W 1931 w 1 domu zamieszkiwało 7 osób.
Wierni należeli do parafii rzymskokatolickiej i prawosławnej w Drui. Miejscowość podlegała pod Sąd Grodzki w Drui i Okręgowy w Wilnie; właściwy urząd pocztowy mieścił się w Drui.